# Max Prüss (Schiff)
Das Laborschiff Max Prüss ist für das Landesamt für Natur, Umwelt und Verbraucherschutz Nordrhein-Westfalen (LANUV) zur Überwachung der Wassergüte der Flüsse und Kanäle in Nordrhein-Westfalen im Einsatz. Es ist nach dem Wasserwirtschaftler Dr.-Ing. Max Prüß, dem ehemaligen Direktor des Ruhrtalverbandes und des Ruhrtalsperrenvereins benannt. Die Schreibweise mit Doppel-S wurde aus Gründen der Vereinfachung gewählt.

## Geschichte
Das Laborschiff Max Prüss wurde 1998/1999 als Ersatz für das gleichnamige Vorgängerschiff, das nach 34 Dienstjahren außer Dienst gestellt wurde, unter der Baunummer 152 auf der Werft Genthin am Elbe-Havel-Kanal der Deutschen Binnenwerften GmbH (heute SET) gebaut. Die Kiellegung fand im September 1998, der Stapellauf am 7. April 1999 statt. Am 7. Mai 1999 wurde es an das Landesamt für Natur, Umwelt und Verbraucherschutz Nordrhein-Westfalen abgeliefert.

## Ausstattung
Das Schiff verfügt über einen 27 m² großen Laborraum, einen Multifunktionsraum von 19 m², vier Kabinen, eine Messe sowie über  zwei separate Bäder mit Duschen und Toiletten. Das Deck des Vorschiffs ist viereckig ausgeführt, um mehr Arbeitsfläche zur Verfügung zu haben.
Die Laboreinrichtung umfasst Probenahmegeräte für Wasser, Schwebstoffe und Sedimente. Mittels Photometer können die Nährstoffe und mit einem Gaschromatographen leichtflüchtige Kohlenwasserstoffe bestimmt werden.
Ende 2015 rüstete das LANUV das Laborschiff mit einer kombinierten Abgasreinigungsanlage aus. An Bord befinden sich seitdem SCR-Katalysatoren und Rußpartikelfilter. Seither ist auf dem Oberdeck ein Tankcontainer mit AdBlue aufgestellt.